# Nisos Nisyros Kai Nisides
Nisos Nisyros Kai Nisides este o arie protejată (arie de protecție specială avifaunistică — SPA) din Grecia întinsă pe o suprafață de 4.726,72 ha, integral pe uscat.

## Localizare
Centrul sitului Nisos Nisyros Kai Nisides este situat la coordonatele 36°35′17″N 27°10′05″E / 36.588087°N 27.168076°E.

## Înființare
Situl Nisos Nisyros Kai Nisides a fost declarat arie de protecție specială avifaunistică în martie 2010 pentru a proteja 13 specii de animale.

## Biodiversitate
Situată în ecoregiunea mediteraneană, aria protejată nu include niciun habitat protejat.
La baza desemnării sitului se află mai multe specii protejate de  păsări (13): fluierar de munte (Actitis hypoleucos), lăstunul mare (Apus apus), șorecarul comun (Buteo buteo), lăstun de casă (Delichon urbicum), Emberiza caesia, Falco eleonorae, șoim călător (Falco peregrinus), rândunică (Hirundo rustica), sfrâncioc roșiatic (Lanius collurio), prigoare (Merops apiaster), Phalacrocorax aristotelis desmarestii, Sylvia ruppeli, Tachymarptis melba
Pe lângă speciile protejate, pe teritoriul sitului au mai fost identificate 6 specii de plante.